# 阿部孝次
阿部 孝次（あべ こうじ、1957年 - ）は、日本のジャーナリスト、翻訳家。翻訳はポルトガル語を対象とする。

## 来歴
大阪市西成区に生まれる。大阪府立天王寺高等学校を経て、東京大学教養学部を卒業する。
1982年からマドリード・コンプルテンセ大学に留学ののち、読売新聞社東京本社に入社した。読売新聞社では北海道支社、地方支局、編集局整理部、地方部などをへて、メディア局事業部に移る。その間ポルトガル語文学を翻訳する。2012年時点では東京読売サービスに勤務していた。

## 著書

### 単著
- 『北海道・サハリンの旅』東京読売サービス、1991年8月

### 翻訳
- ベニート・ペレス・ガルドス『マリアネラ』彩流社、1993年3月
- ジョルジェ・アマード『 砂の戦士たち』彩流社、1995年9月
- フェレイラ・デ・カストロ『大密林』彩流社、2001年8月
- フェレイラ・デ・カストロ『日本紀行「開戦前夜」』彩流社、2006年2月
- ジョゼ・サラマーゴ『複製された男』彩流社<ポルトガル文学叢書>、2012年10月